# Iskra Menarini
Iskra Menarini (San Felice sul Panaro, 5 maggio 1946) è una cantante italiana, nota per l'interpretazione video e vocale di Attenti al lupo, singolo contenuto nell'album Cambio di Lucio Dalla del 1990 e la partecipazione al Festival di Sanremo 2009 con il brano Quasi amore.

## Biografia
Iskra Menarini nasce a San Felice sul Panaro il 5 maggio 1946, dal padre Cesare di nazionalità francese ma figlio di un italiano, e dalla madre Anna Polloni. Ha anche un fratello di nome Sergio, di quattro anni più grande. Qui trascorre la sua infanzia, studiando per diventare perito agrario.
Nel 1962, all'età di sedici anni si trasferisce con la famiglia nel comune di Sanremo, dove rimarrà per sei anni. Qui ha inizio il suo lungo percorso artistico grazie alla passione per il teatro, la danza e per la musica che la portano ad apprendere lezioni di chitarra classica, danza e recitazione.
Partecipa al Festival di Castrocaro 1963, non riuscendo però a classificarsi per la fase finale; questa esperienza però le consente di ottenere un contratto discografico con la MRC, casa discografica milanese, che la fa debuttare l'anno successivo con il suo primo 45 giri, Quello/Domani sera.

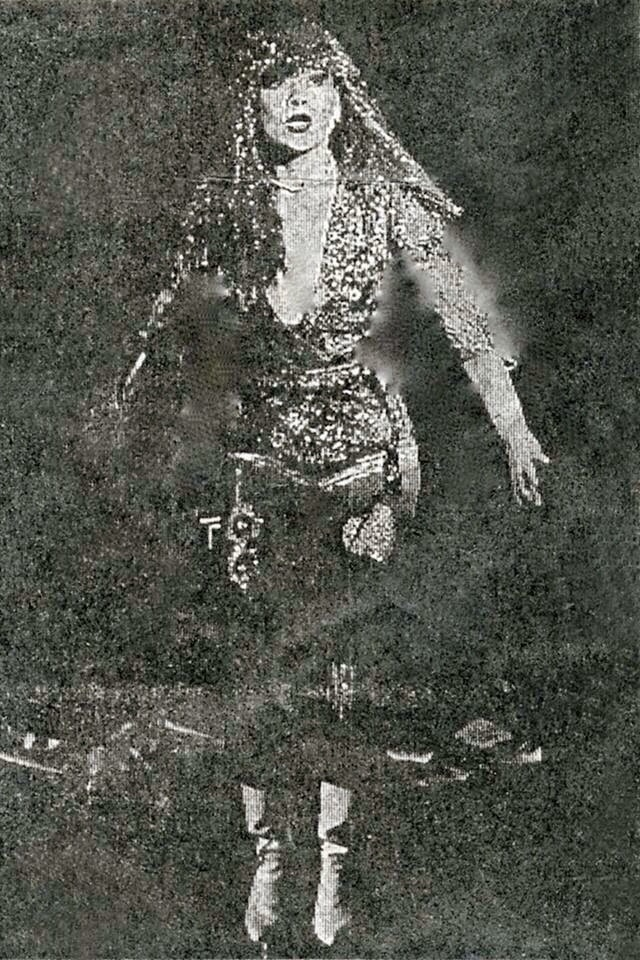
Iskra Menarini in Tombstones

A ventidue anni si trasferisce da sola a Bologna per studiare canto lirico e qui conosce Andrea Mingardi, ma l'incontro che cambia sicuramente il suo modo di cantare e di ascoltare musica è quello con i Tombstones, un gruppo bolognese che le fa scoprire la musica rock, con cui incide un 45 giri per la Cobra Record, Mi ripenserai/Capelli al vento, e con cui partecipa al I Festival di musica d'avanguardia e di nuove tendenze nel 1971.
Rimane in questo gruppo dieci anni, partecipando a vari festival. In questo contesto incontra e conosce Red Ronnie con il quale comincia un rapporto di amicizia, cantando in vari locali e debuttando al Piper Club di Roma.
Successivamente canta nell'opera rock Giulio Cesare scritta da Jimmy Villotti e si avvicina al jazz, più sperimentale, al soul e blues; nel 1978 partecipa all'incisione dell'album di debutto di Vasco Rossi, ...Ma cosa vuoi che sia una canzone..., come corista.

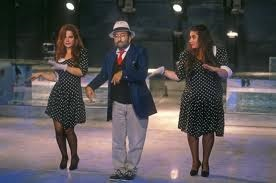
Lucio Dalla, Iskra Menarini (a destra) e Carolina Balboni in una trasmissione del 1990 mentre inscenano il balletto di Attenti al lupo.

L'incontro con Lucio Dalla l'ha portata a una lunga collaborazione come sua vocalist e non solo.

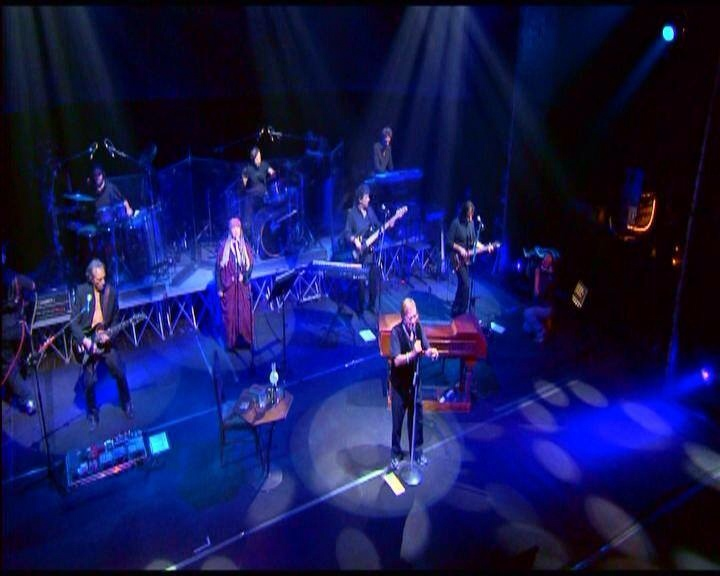
Band di Lucio Dalla con Iskra Menarini vocalist

 Dalla decide di farla conoscere anche come solista, facendola esibire in tutto il mondo nei suoi concerti per i 24 anni in cui lo affianca nelle tournée, nelle trasmissioni televisive e in diversi video musicali, come Ciao, Attenti al lupo, Lunedì, e nel cast dell'opera Tosca - Amore disperato.

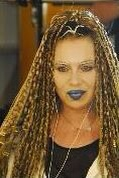
Iskra Menarini nell'opera Tosca - Amore disperato, di Lucio Dalla

Collabora anche con altri cantanti, come gli Stadio, Luca Carboni, Samuele Bersani.
Contemporaneamente canta in tour e in televisione anche con Gianni Morandi, ed è ospite di Paola Perego su Canale 5.
A 62 anni partecipa al Festival di Sanremo 2009, tra le Nuove Proposte (stabilendo un record per l'età importante), cantando Quasi amore, su testo di Lucio Dalla e Marco Alemanno e musica di Roberto Costa. Partecipa anche come insegnante per un periodo nella trasmissione Amici di Maria De Filippi, lasciando il ruolo dopo poco tempo per proseguire più liberamente la propria carriera musicale. Sempre nel 2009 prende parte all'ultimo album di Lucio Dalla, Angoli nel cielo.
Per beneficenza si esibisce in un raduno con diversi artisti per il restauro di sette chiese di Bologna e con I Jails per la raccolta fondi per L'Aquila.
Nel 2013 autoproduce l'album Ossigeno: un viaggio nell'anima, presso gli studi SanLucaSound. L'album è un percorso nella sua vita musicale con nuovi brani inediti da lei composti e qualche cover in ricordo di Lucio Dalla. Vi hanno collaborato Renato Zero, Gianni Morandi, Gigi D'Alessio, Andrea Mingardi, Sabrina Ferilli, Lino Banfi, Stefano di Battista, Piccolo Coro dell'Antoniano, Gergo Morales e Marialuce Monari.
Nel 2015 interpreta "Scilla", di Rigel Bellombra (pseudonimo di A. Albanese), che diviene l'inno ufficiale della località turistica calabrese Scilla (RC).
Dal 2019 è un membro della Giuria del Premio internazionale Lexenia "Arte e Giustizia", con altri artisti di primo piano come il trombettista Frank Nemola, il violoncellista Enrico Guerzoni, lo scrittore Rigel Bellombra, il giornalista e critico musicale Enrico Deregibus, il regista e attore argentino Carlos Branca e il pittore Fabio De Poli.

## Vita privata
È sposata con Alfredo Parmeggiani, ex pugile: dalla loro unione è nato un figlio, Cristiano. È vegetariana. 

## Discografia parziale

### Album
- 2009 - Quasi amore
- 2013 - Ossigeno: un viaggio nell'anima
- 2022 - Lucio dove vai? Io sono qui! (Azzurra Music/PLAYaudio)

### 45 giri
- 1964 - Quello/Domani sera (MRC,  A 207)
- 1971 - Mi ripenserai/Capelli al vento (Cobra Record,  COB NP 006; con i Tombstones)